# Zonguldak (tartomány)
Zonguldak tartomány Törökország egyik tartománya a Fekete-tengeri régióban, székhelye Zonguldak városa. Délnyugaton Düzce, délen Bolu, délkeleten Karabük, keleten Bartın határolja. A tartomány fő ásványkincse a szén.

## Körzetei
A tartománynak hat körzete van:
- Alaplı
- Çaycuma
- Devrek
- Ereğli (Heraclea Pontica)
- Gökçebey
- Zonguldak

## Képek

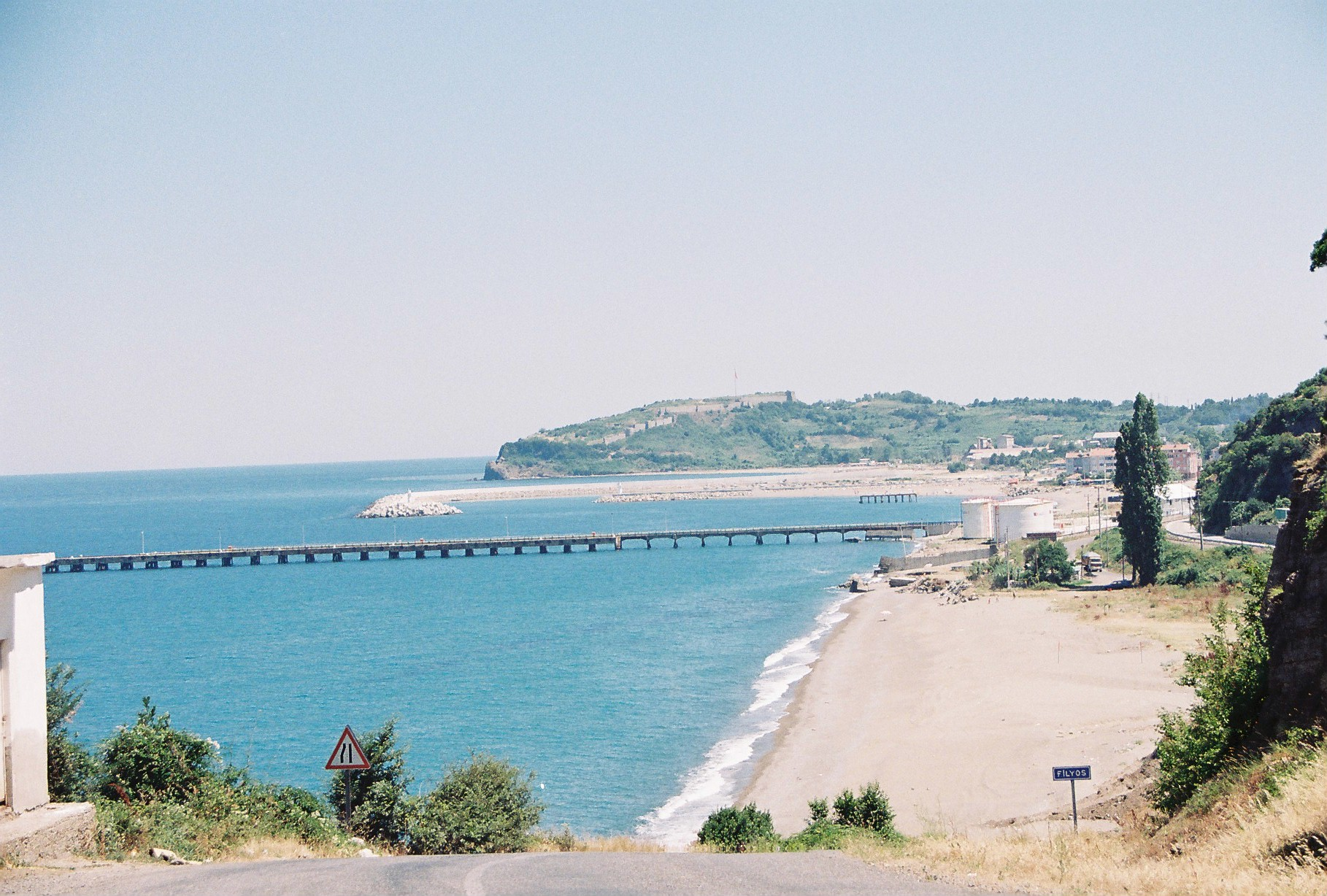
A Filyos-öböl
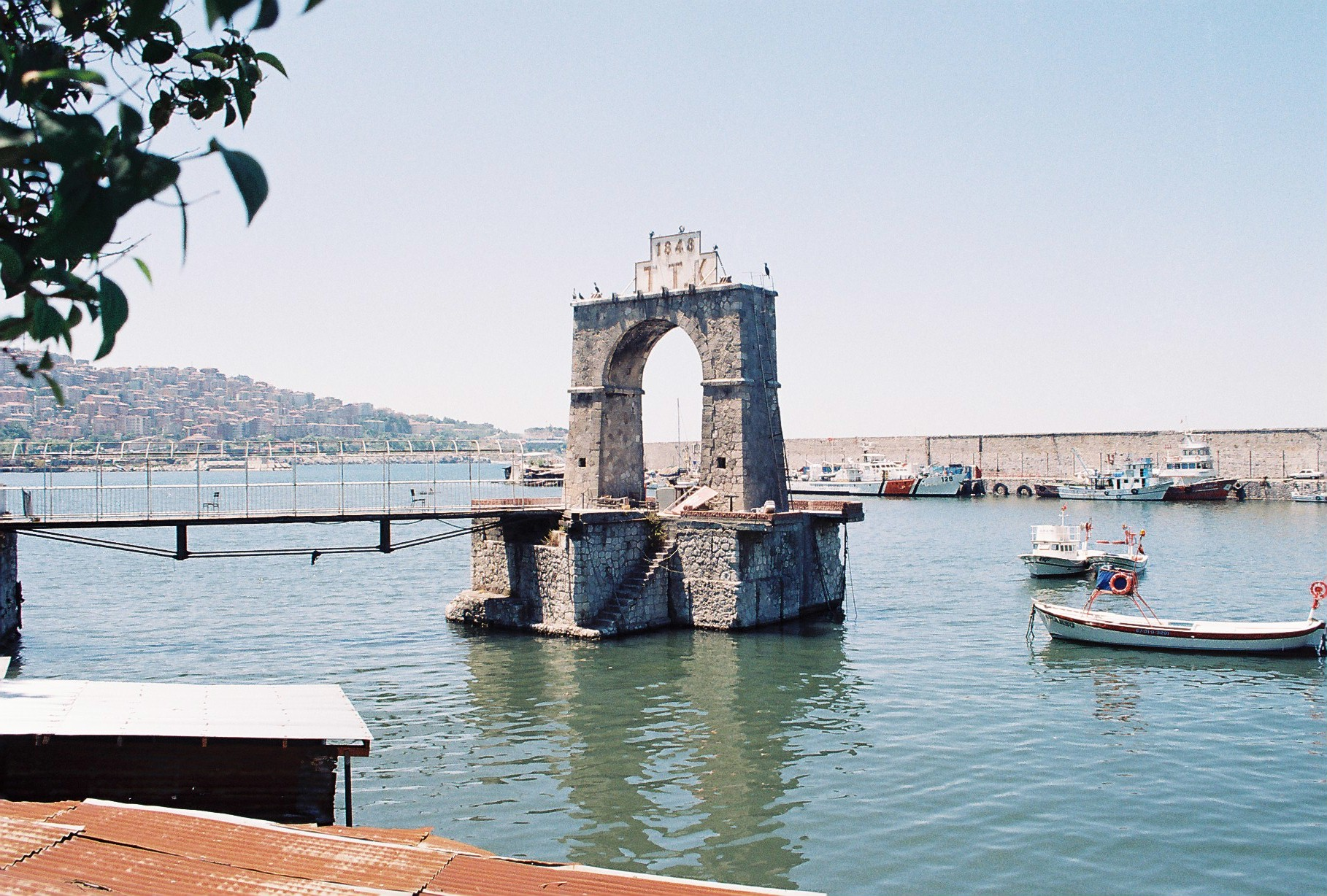
Kikötő, Zonguldak
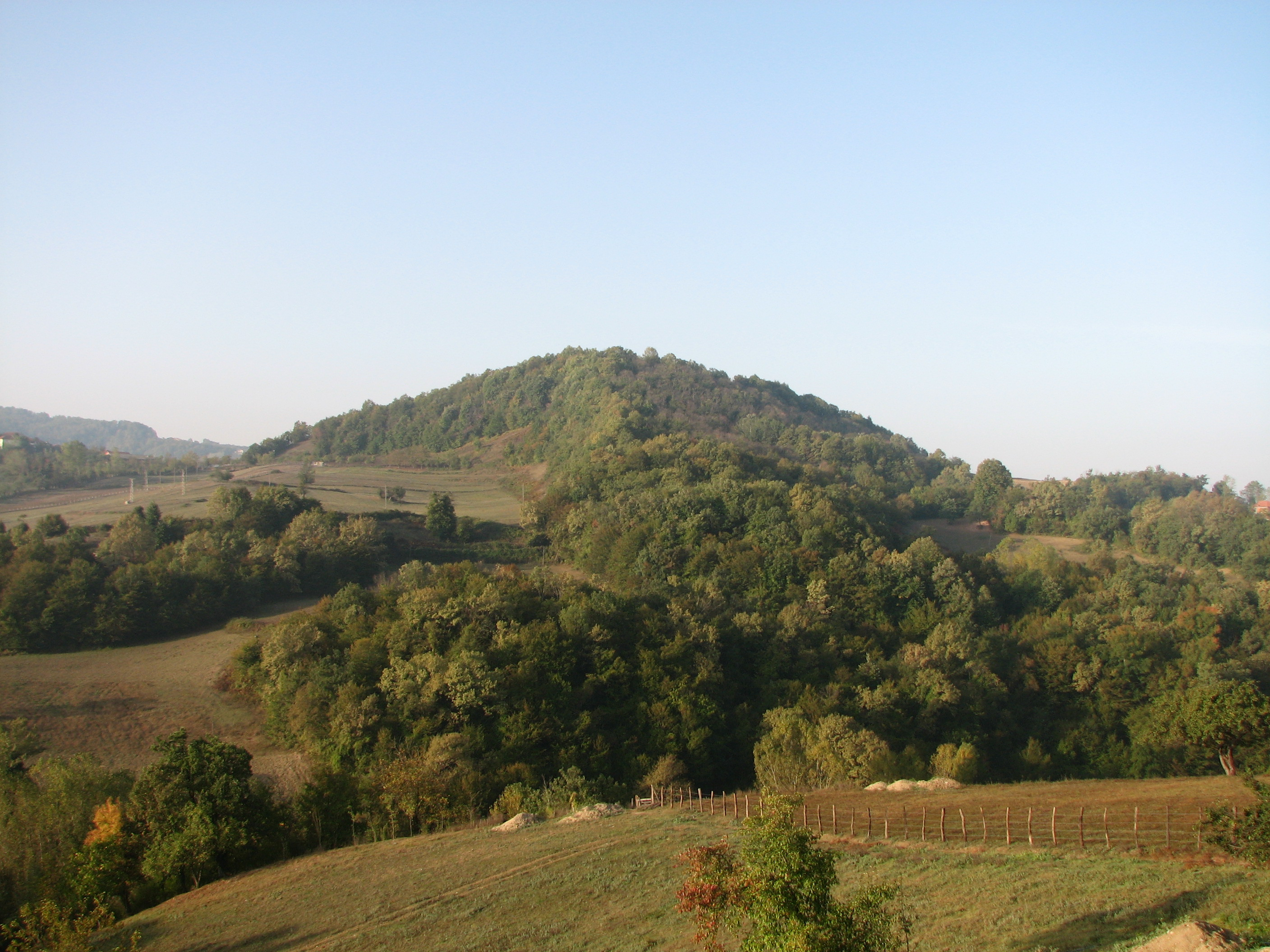
Emirşah, Çaycuma